# Centratherum
Centratherum là một chi thực vật có hoa trong họ Cúc (Asteraceae).

## Loài
Chi Centratherum gồm các loài: